# Réserve naturelle provinciale Sedgman Lake
La réserve naturelle provinciale Sedgman Lake (anglais : Sedgman Lake Provincial Nature Reserve) est une réserve naturelle de l'Ontario (Canada) situé dans le district de Thunder Bay.